# Навасават, Дамронг
Тавал Тамронгнавасават, кратко Тамронг (тайск. ถวัลย์ ธำรงนาวาสวัสดิ์, урожд. Таван Тарисават тайск. ถวัลย์ ธารีสวัสดิ์; 21 ноября 1901, Аюттхая — 3 декабря 1988, Бангкок) — тайский государственный деятель, премьер-министр Таиланда (1946—1947). Являлся офицером флота в чине контр-адмирала.
Был удостоен титула луонг и почётного имени Тавал Тамронгнавасават.

## Биография
Окончил кадетскую Академию тайского флота. Позднее получил в тайской коллегии адвокатов и генеральной инспекции ВМС юридическое образование. Служил на флоте в должности капитан-лейтенанта.
После увольнения с военной службы активно включился в общественно-политическую жизнь. Был членом военно-морского крыла «Народной партии» и поддерживал революцию 1932 года, заменившей абсолютную монархию конституционной.
- В 1933 году — министр без портфеля,
- В 1935—1938 годах — министр внутренних дел,
- В 1938—1944 годах — министр юстиции,
- В 1940 году возглавлял особую миссию таиландского правительства в Бирме, Индии и Австралии,
- В 1942 году входил в состав делегации на переговорах с Японией.

Был активным участником антияпонского движения Сопротивления во время Второй мировой войны.
- В 1946 году — министр юстиции,
- В 1946—1947 годах — премьер-министр Таиланда. После войны страна находилась на грани коллапса и своим приоритетом новый кабинет избрал экономическую политику. Была создана специальная Продовольственная корпорация, целью которой было сдерживание цен продовольствие. Также было принято решение о пополнении государственной казны путём продажи резервов золота. Популярность главы кабинета нивелировалась обвинениями в коррупции в отношении его министров; Был смещён с должности премьера в результате военного переворота, организованного фельдмаршалом Пибунсонграмом 8 ноября 1947 года.

Некоторое время прожил в эмиграции в Гонконге, по возвращении в Таиланд не принимал участия в общественной жизни, занимаясь бизнесом.